# Saxifraga gemmigera
Saxifraga gemmigera är en stenbräckeväxtart som beskrevs av Adolf Engler. Saxifraga gemmigera ingår i Bräckesläktet som ingår i familjen stenbräckeväxter. Utöver nominatformen finns också underarten S. g. gemmuligera.